# Defective Epitaph
Defective Epitaph – szósty studyjny album amerykańskiego zespołu Xasthur, wydany 25 września 2007 roku przez wytwórnię Hydra Head Records. Jest to pierwszy materiał, na którym użyto akustycznej perkusji, w przeciwieństwie do poprzednich wydawnictw, gdzie użyty był automat perkusyjny. Tym razem nie opublikowano tekstów piosenek jak w poprzednich albumach.

## Lista utworów
1. „Soulless Elegy” – 2:42
2. „Purgatory Spiral” – 4:29
3. „Cemetery of Shattered Masks” – 6:03
4. „Malignant Prophecy” – 5:40
5. „Oration of Ruin” – 7:23
6. „Legacy of Human Irrelevance” – 5:36
7. „Dehumanizing Procession” – 4:52
8. „Funerals Drenched in Apathy” – 5:29
9. „Worship (The War Against) Yourself” – 7:34
10. „A Memorial to the Waste of Life” – 8:44
11. „The Only Blood That Pours Is Yours” – 8:15
12. „Unblessed Be” – 8:13

## Twórcy
- Malefic – wszystkie instrumenty, miksowanie
- Pete Lyman – mastering